# 南山城镇
南山城镇，是中华人民共和国辽宁省抚顺市清原满族自治县下辖的一个乡镇级行政单位。 区域面积426.88平方千米。

## 行政区划
南山城镇下辖以下地区：
南山城社区、大北岔村、大枉沟村、三胜堡村、苇塘沟村、甘井子村、中堡村、南山城村、南山城朝村、东五里堡村、三道岭村、靠山屯村、南小堡村、龙头堡村、二道河村、太平甸村、东庙村、三道河村、大秧上堡村、杨树崴村、九道沟村、四道碱厂村、黑石头村、秀水甸村和下堡村。